# Ida Alstad
Ida Alstad (n. 13 iunie 1985, Trondheim, Norvegia) este o handbalistă din Norvegia care joacă pentru clubul Byåsen HE și pentru echipa națională a Norvegiei.
Multiplă medaliată în diverse competiții internaționale, Alstad a debutat în selecționata țării sale în anul 2009.

## Palmares
Club
- Liga Campionilor EHF:
  - Finalistă: 2016

- Cupa Cupelor EHF:
  -  Câștigătoare: 2015
  - Finalistă: 2007

- Campionatul Ungariei:
  - Câștigătoare: 2016

- Cupa Ungariei:
  -  Câștigătoare: 2016

- Cupa Norvegiei:
  -  Câștigătoare: 2007
  - Finalistă: 2006, 2008, 2009

- Cupa Danemarcei:
  -  Câștigătoare: 2014

Echipa națională
- Jocurile Olimpice:
  -  Medalie de aur: 2012
  -  Medalie de bronz: 2016

- Campionatul Mondial:
  -  Medalie de aur: 2011, 2015
  -  Medalie de bronz: 2009

- Campionatul European:
  -  Medalie de aur: 2010, 2014
  -  Medalie de argint: 2012

## Premii individuale
- Ce mai bun centru din Eliteserien: 2008/2009